# 매포역
매포역(Maepo station, 梅浦驛)은 세종특별자치시 부강면 노호리에 위치한 경부선의 철도역이다.

## 역 정보
여객열차는 2004년부터 이 역에 정차하지 않으나, 주변에 한라시멘트 및 쌍용양회 공장이 있어서 시멘트 수송이 활발하다. 이름 때문에 단양군 매포읍에 있는 것으로 착각하기도 한다.
금강 넘어 바로 맞은편에 대전광역시 유성구 금탄동이 있어 예전에는 이 지역에서도 배를 통해 금강을 건너 매포역을 이용했다고 한다. 역 앞으로는 지방도 제591호선이 지나나, 매포역 앞에서는 굴다리 구조로 되어있어서 양방향 통과가 쉽지 않은 구조로 되어 있다.
승강장
| 1・2 | 경부선(하행) | 대전, 부산, 목포, 광주, 여수엑스포방면 |
| 3・4 | 경부선(상행) | 천안, 수원, 영등포, 서울방면           |

## 역사
- 1905년 1월 1일 : 마미포역(馬尾浦驛)으로 영업 개시
- 일자 불명 : 폐지
- 1934년 4월 1일 : 매포역으로 영업 재개[1]
- 1944년 6월 15일 : 폐지[2]
- 1946년 2월 18일 : 매포역으로 영업 재개
- 1972년 7월 20일 : 배치간이역에서 무배치간이역으로 변경[3]
- 1977년 12월 26일 : 현역사 준공
- 2004년 7월 15일 : 모든 여객열차 통과 및 철도승차권 단말기 철거

## 역 주변
- 노호리
- 현도면
- 꽃동네대학교